# Нова Єкатериновка
Но́ва Єкатери́новка (рос. Новая Екатериновка, чув. Екатериновка) — присілок у Чувашії Російської Федерації, у складі Великосундирського сільського поселення Ядринського району.
Населення — 60 осіб (2010; 76 в 2002, 88 в 1979, 229 в 1958, 375 в 1911, 282 в 1897, 176 в 1879). У національному розрізі у присілку мешкають чуваші та росіяни.

## Історія
Історичні назви — Березовка, Ново-Єкатеринська. До 1861 року селяни мали статус поміщицьких (Єрмолаєві), займались землеробством, тваринництвом, виробництвом одягу. На початку 20 століття діяли 4 вітряки. До 9 червня 1929 року присілок входив до складу Деянівської волості Курмиського повіту, потім — до Курмиського району Нижньогородської області (Нижньогородського краю, Горьківського краю, Горьківської області). У 1954–1958 роках присілок перебував у складі Спаського району, а 29 вересня переданий до складу Ядринського району Чувашії.

## Господарство
У присілку діє магазин.